# Греки (Сумская область)
Греки (укр. Греки) — село, Колядинецкий сельский совет,
Липоводолинский район, Сумская область, Украина. Код КОАТУУ — 5923282604. Население по переписи 2001 года составляло 33 человека.
Село указано на трехверстовке Полтавской области. Военно-топографическая карта.1869 года как хутор Фролов.

## Географическое положение
Село Греки находится на расстоянии в 0,5 км от села Костяны, в 1,5 км — село Колядинец. По селу протекает пересыхающий ручей с запрудой.